# Elsa Brünner

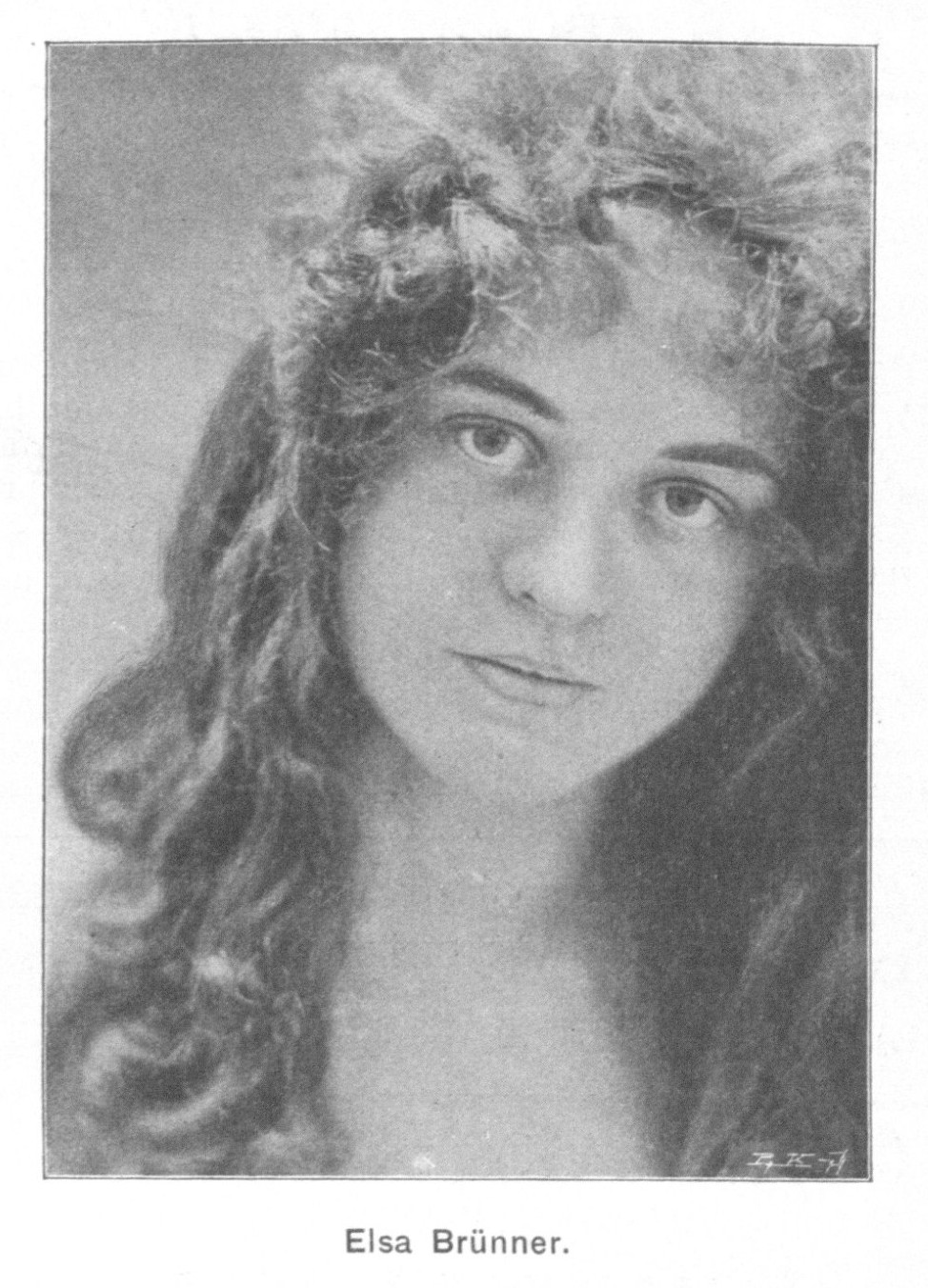
Elsa Brünner im Jahre 1901

Elsa Brünner (31. August 1877 in Stuttgart – nach 1907) war eine deutsche Theaterschauspielerin.

## Leben
Brünner, die Tochter eines Kaufmanns, fand schon in der Schule Beifall für ihre Deklamationskunst. Später nahm sie Unterricht bei Wilhelm von Hoxar und am 21. September 1893 trat sie als „Adelheid“ in Jugendliebe am Hoftheater in Stuttgart erstmals auf. Sie wurde als Elevin aufgenommen und 1894, anlässlich eines Gastspiels Ernst von Possarts, dem sie vorgesprochen hatte, zu einem Gastspiel an das Hoftheater München eingeladen.
Sie debütierte dort am 8. und 10. Juni 1894 in Welt, in der man sich langweilt und als „Rita“ in Talisman und wurde sofort für drei Jahre an diese Hofbühne verpflichtet. Längere Zeit wurde ihr keine Gelegenheit geboten, sich entfalten zu können, und erst am 23. Januar 1897, als sie die „Gänsemagd“ in den Königskindern zum ersten Mal mit großem Erfolg gespielt hatte, wurde ihr Vertrag um weitere fünf Jahre verlängert. Durch diese Rolle wurde sie in der Theaterwelt bekannt, denn sie wurde an verschiedene erste Bühnen geladen, um die „Gänsemagd“ darzustellen. So erschien sie auch im September 1897 in Wien.
In München blieb sie bis mindestens 1907, ihr weiterer Lebensweg ist unbekannt.